# 曽根崎鋭
曽根崎 鋭（そねざき えい）は、日本の官能小説家。株式会社フランス書院が2020年に主催した第25回フランス書院文庫官能大賞においてフランス書院文庫創刊35周年特別賞を受賞しデビュー。

## 人物
官能小説家としてのデビューは、2021年1月の『若妻調教電車【まさぐる】』である。同作品は第25回フランス書院文庫官能大賞においてフランス書院文庫創刊35周年特別賞に選定された『絶頂行き痴漢電車』が改稿されたものである。

## 著書
- 若妻調教電車【まさぐる】（2021年1月、フランス書院文庫）